# Mercury Records
Mercury Records («Ме́рк'юрі Ре́кордс») — англійська компанія звукозапису, сформована в Чикаго 1945 року. Філія компанії належить одному з найбільших світових медіа-холдингів, що входить до Великої четвірки — Universal Music Group. Один з відомих лейблів, що орієнтувався на жанри джаз, блюз, класична музика, рок-н-рол та кантрі.
Компанія Mercury Records була заснована в Чикаго, Іллінойс 1945 року Ірвінгом Гріном, Берлом Адамсом та Артуром Талмадж.

## Відомі виконавці, що записувались на лейблі
- Apocalyptica
- Status Quo
- Шанайя Твейн
- Arcade Fire
- Анастейша
- Aphrodite's Child
- Чак Беррі
- Biohazard
- Біллі Лі Райлі
- Bon Jovi
- Джон Бон Джові
- Chase & Status
- Cinderella
- Darren Hayes
- Just Jack
- Мерая Кері
- Джонні Кеш
- Моріс Каложеро
- Kiss
- Пітер Ґебріел
- Лі Хезлвуд
- Елтон Джон
- Lamb
- Рой Орбісон
- Джоан Осборн
- Queen
- The Killers
- The Platters
- The Runaways
- Thin Lizzy
- Роберт Плант
- Scorpions
- Son of Dork
- Ugly Kid Joe
- Джонні Метіс
- Donna Summer
- Габор Сабо
- Род Стюарт
- Propaganda
- Карл Перкінс
- Марк Нопфлер
- Texas
- Yello
- Jamiroquai